# セルゲイ・キーロフ諸島
セルゲイ・キーロフ諸島(ロシア語: Острова Сергея Кирова)は、北極海の一部であるカラ海に位置するロシア連邦領の8の島から構成されている島嶼群である。行政上はクラスノヤルスク地方に属する。諸島は1934年に発見され、ソビエト連邦の政治家であるセルゲイ・キーロフに因んで名付けられた。